# Étienne Sandorfi
Étienne Sandorfi (de son nom original István Sándorfi), né le 12 juin 1948 à Budapest et mort le 26 décembre 2007 à Paris, est un peintre hongrois.

## Naissance d'un artiste
En tant que directeur d'IBM en Hongrie, le père d'Étienne Sandorfi fut considéré comme sympathisant américain durant le régime communiste, emprisonné puis condamné à mort, tandis que le reste de la famille était déportée dans un village hongrois. Pour éviter l'exécution du patriarche, la famille profita de la révolution de 1956 pour s'enfuir et se réfugier en Autriche, en Allemagne puis en France. Hautement marqué par la violence dont il fut le témoin et par les aberrations des systèmes politiques plus généralement, Sandorfi se réfugia dans le dessin, puis dans la peinture à l'huile dès l'âge de 12 ans. L'art devint le fil conducteur de sa vie au détriment des études, et bien que son père lui imposa de faire les Beaux-Arts qui lui confèreraient un statut plus "respectable", il avoua lui-même n'y avoir rien appris. Rapidement, il n'assiste plus au cours, mais sort tout de même diplômé et même très bien noté de la prestigieuse école. Dès la très jeune adolescence, il vit déjà partiellement de son art, vendant croquis et dessins à ses camarades et professeurs. À son entrée aux Beaux-Arts, il a déjà une première exposition individuelle à son actif dans une galerie parisienne.

## Le succès
En 1973, une exposition au Musée d'Art Moderne de Paris contribua à faire de Sandorfi une valeur montante de l'hyperréalisme, bien que lui-même ne se reconnaisse pas dans ce mouvement. Suivront de nombreuses expositions individuelles en France, Allemagne, Belgique, États-Unis, Hongrie... 
Une exposition triomphale à Budapest en 2006 marqua le retour de Sandorfi dans son pays natal, avec beaucoup d'émotion. En mai 2007, le MODEM (Centre des Arts Modernes et Contemporains) de Debrecen, Hongrie, choisit Sandorfi pour son ouverture avec une rétrospective de son travail, très largement acclamée par la critique.

## Distinctions
Sandorfi fut décoré en France de l'ordre des Arts et des Lettres.